# Покровни систем
У зоологији, покровни систем је често највећи систем органа код животиња и састоји се од коже, длака, перја, крљушти, ноктију, кожних жлезда, и њихових излучевина (зној и лој). Он одваја, штити, и обавештава животињу о стању у њеној околини. Код малих бескичмењака који живе у води или влажним стаништима, покровни систем обавља и функцију дисања. Овај систем за размену гасова, којим гасови једноставно дифундују унутар и ван интерстицијске течности, се назива покровна размена.
У ботаници, реч покровни се односи на омотач неоплођеној јајашца.
Сама реч потиче од латинске речи integumentum чије је значење: прекрити.

## Састав покровног система
Главни састојци покровног система су кожна мембрана (кожа), и њој придружене помоћне структуре (власи, нокти, егзокрине жлезде). Кожне жлезде су: знојне жлезде, лојне жлезде, млечне жлезде и ушне жлезде

### Кожа
Кожа је један од највећих органа у телу. Код људи, он чини око 12 до 15 процената укупне телесне тежине и покрива 1,5-22 површине.
Кожа (интегумент) је композитни орган, састављен од најмање два главна слоја ткива: епидермиса и дермиса. Епидермис је најудаљенији слој, који пружа почетну баријеру спољашњем окружењу. Од дермиса је одвојен базалном мембраном (базална ламина и ретикуларна ламина). Епидермис садржи меланоците и даје боју кожи. Најдубљи слој епидермиса такође садржи нервне завршетке. Испод тога, дермис се састоји од два дела, папиларног и ретикуларног слоја, и садржи везивно ткиво, судове, жлезде, фоликуле, корене косе, сензорне нервне завршетке и мишићно ткиво.
Између интегумента и дубоке мускулатуре тела налази се прелазна поткожна зона сачињена од веома лабавог везивног и масног ткива, хиподерме. Велики снопови колагена причвршћују дермис за хиподерму на начин који дозвољава већини делова коже да се слободно крећу преко дубљих слојева ткива.

#### Епидермис
Епидермис је снажан, површински слој који служи као прва линија заштите од спољашње средине. Људски епидермис се састоји од слојевитих плочастих епителних ћелија, које се даље разлажу на четири до пет слојева: стратум корнеум, стратум гранулосум, стратум спиносум и стратум басале. Тамо где је кожа дебља, на пример на длановима и табанима, постоји додатни слој коже између стратум корнеум и стратум гранулосум, који се назива стратум луцидум. Епидермис се регенерише из матичних ћелија које се налазе у базалном слоју које се развијају у корнеум. Сама епидерма је лишена снабдевања крвљу и црпи своју исхрану из дермиса који лежи у позадини.
Његове главне функције су заштита, апсорпција хранљивих материја и хомеостаза. У погледу структуре се састоји од кератинизованог слојевитог сквамозног епитела; четири врсте ћелија: кератиноцити, меланоцити, Меркелове ћелије и Лангерхансове ћелије.
Преовлађујући тип ћелија епидерме је кератиноцит, који производи кератин, влакнасти протеин који помаже у заштити коже и одговоран је за формирање епидермалне водене баријере стварањем и лучењем липида. Већина коже на људском телу је кератинизована, са изузетком слузокоже, као што је унутрашњост уста. Некератинизоване ћелије дозвољавају води да „остане” на врху структуре.
Протеин кератин учвршћује епидермално ткиво и формира нокте. Нокти расту из танког подручја званог матрица ноктију у просеку 1 mm недељно. Лунула је област у облику полумесеца у основи нокта, светлије боје јер се меша са ћелијама матрикса. Само примати имају нокте. Код других кичмењака, кератинизирајући систем на крају сваког прста производи канџе или копита.
Епидерма кичмењака је окружена двема врстама омотача, које производи сам епидермис. Код риба и водених водоземаца то је танак слој слузи који се стално замењује. Код копнених кичмењака то је стратум корнеум (мртве кератинизоване ћелије). Епидермис је у извесној мери жлездаст код свих кичмењака, али више код риба и водоземаца. Вишећелијске епидермалне жлезде продиру у дермис, где су окружене крвним капиларима који обезбеђују хранљиве материје и, у случају ендокриних жлезда, транспортују своје производе.

#### Дермис
Дермис је основни слој везивног ткива који подржава епидермис. Састоји се од густог, неправилног везивног ткива и ареолног везивног ткива, као што је колаген са еластином распоређеним у дифузне снопове и ткане патерне.
Дермис има два слоја: папиларни дермис и ретикуларни слој. Папиларни слој је површински слој који формира избочине попут прстију у епидерму (дермалне папиле), и састоји се од високо васкуларизованог, лабавог везивног ткива. Ретикуларни слој је дубоки слој дермиса и састоји се од густог, неправилног везивног ткива. Ови слојеви служе да дају еластичност интегументу, омогућавајући истезање и дајући флексибилност, а истовремено се одупиру изобличењима, борама и опуштености. Дермални слој обезбеђује место за завршетке крвних судова и нерава. Многи хроматофори су такође ускладиштени у овом слоју, као и базе интегументалних структура као што су коса, перје и жлезде.

### Хиподермис
Хиподермис, иначе познат као поткожни слој, је слој испод коже. Инвагинира у дермис и везује се за потоњи, непосредно изнад њега, колагенским и еластинским влакнима. У суштини се састоји од врсте ћелија познате као адипоцити, који су специјализовани за акумулацију и складиштење масти. Ове ћелије су груписане у лобуле одвојене везивним ткивом.
Хиподермис делује као резерва енергије. Масти садржане у адипоцитима могу се вратити у циркулацију, венским путем, током интензивног напора или када постоји недостатак супстанци које обезбеђују енергију, а затим се трансформишу у енергију. Хиподерма учествује, барем пасивно, у терморегулацији пошто је маст топлотни изолатор.

## Функције
Интегументарни систем има вишеструке улоге у одржавању равнотеже тела. Сви системи тела раде на међусобно повезан начин како би одржали унутрашње услове битне за функционисање тела. Кожа има важан задатак заштите тела и делује као прва линија одбране тела од инфекције, промене температуре и других изазова хомеостази.
Његове главне функције укључују:
- Заштитита унутрашњих живих ткива и органа тела
- Заштитита од инвазије инфективних организама
- Заштитита тело од дехидрације
- Заштитита тело од наглих промена температуре, одржавање хомеостазе
- Поможе у излучивању отпадних материја кроз зној
- Делује као рецептор за додир, притисак, бол, топлоту и хладноћу (погледајте соматосензорни систем)
- Штити тело од опекотина од Сунца лучењем меланина
- Генериши витамин Д кроз излагање ултраљубичастом светлу
- Чува воду, масти, глукозу, витамин Д
- Одржава форме тела
- Формира нове ћелије из стратум герминативума за поправку мањих повреда
- Пружа заштиту од УВ зрака.
- Регулише телесну температуру
- Разликује, одваја и штити организам од околине.

Бескичмењаци малог тела водених или стално влажних станишта дишу помоћу спољашњег слоја (интегумента). Овај систем за размену гаса, где гасови једноставно дифундују у и из интерстицијске течности, назива се интегументарна размена.

## Дерматологија
Дерматологија је грана медицине која се бави покровним системом. Како је кожа најуочљивији орган, то њен изглед или симптоми дају информације за важне закључке везане за кожне болести или чак везане и за болести других органа, попут јетре. Кожа је такође најрањивији орган због своје изложености зрачењу, физичким повредама, инфекцијама и штетним хемикалијама.